# Philip J. Crowley

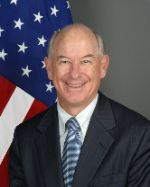
Philip Crowley

Philip J. Crowley (* 28. Juli 1951 in Brockton, Massachusetts) ist ein ehemaliger US-amerikanischer Regierungsbeamter. Er war von 2009 bis 2011 Sprecher von US-Außenministerin Hillary Clinton.

## Leben
Crowley arbeitete 26 Jahre für die US-Luftwaffe. 1999 schied er aus dem Militärdienst aus. Am 26. Mai 2009 wurde er von Präsident Barack Obama zum Staatssekretär für Öffentlichkeitsarbeit (Assistant Secretary of State for Public Affairs) berufen. 2011 kritisierte Crowley auf einer Podiumsdiskussion das Verteidigungsministerium und bezeichnete die Umstände der Haft des mutmaßlichen WikiLeaks-Informanten Bradley Manning als „lächerlich, kontraproduktiv und dumm“. „Angesichts der Auswirkungen meiner Äußerungen, für die ich die volle Verantwortung übernehme“, erklärte Crowley am 13. März 2011 seinen Rücktritt als Sprecher des US-Außenministeriums.